# Weliman
Weliman ist ein Distrikt (Kecamatan) des indonesischen Regierungsbezirks (indonesisch Kabupaten) Malaka (Provinz Ost-Nusa-Tenggara) auf der Insel Timor. Der Verwaltungssitz befindet sich in Kmilaran im administrativen Dorf (Desa) Laleten.

## Geographie
| „Dorf“ (Desa) | Hauptort  | Fläche    | Einwohner |
| ------------- | --------- | --------- | --------- |
| Forekmodok    | Laen Au   | 5,08 km²  | 1.193     |
| Lamudur       | Kota Foun | 8,00 km²  | 1.015     |
| Haliklaran    | Kadalak   | 2,26 km²  | 1.343     |
| Umalawain     | Umalawain | 2,00 km²  | 1.405     |
| Bone Tasea    | Tasea     | 2,26 km²  | 853       |
| Ta Aba        | Ta’aba    | 3,10 km²  | 771       |
| Leunklot      | Kakait    | 3,42 km²  | 1.167     |
| Lakulo        | Lakulo    | 9,73 km²  | 1.824     |
| Laleten       | Kmilaran  | 12,79 km² | 1.640     |
| Kleseleon     | Kleseleon | 6,51 km²  | 982       |
| Wederok       | Wederok   | 8,71 km²  | 1.304     |
| Angkaes       | Angkaes   | 8,44 km²  | 1.351     |
| Haitimuk      | Haitimuk  | 7,33 km²  | 2.830     |
| Wesey         | Bei Anok  | 8,62 km²  | 680       |

Weliman liegt im Süden des Regierungsbezirks Malaka im westlichen Zentraltimor. Im Westen grenzt Weliman an den Distrikt Rinhat, im Norden und Osten an den Distrikt Zentralmalaka (Malaka Tengah), im Süden an die Distrikte Westmalaka (Malaka Barat) und Wewiku und im Südwesten an den  Regierungsbezirk (Kabupaten) Südzentraltimor (Timor Tengah Selatan). Weliman hat eine Fläche von 88,25 km².
Der Distrikt unterteilt sich in 14 Dörfer (indonesisch Desa):
Die Hauptorte der Desas liegen alle unterhalb einer Meereshöhe von 500 m. Zwei Flüsse fließen in Rinhat: der größere Benenai, der vier Kilometer an der schmalsten Stelle von Weliman den Distrikt durchquert, und der Motadelek auf einer Strecke von zwölf Kilometer.
Die Temperatur im Distrikt schwankt zwischen 24 und 34 °C.

## Einwohner
2016 lebten im Distrikt 18.358 Menschen (8.876 Männer und 9.482 Frauen) in 5.246 Haushalten. 2.356 Einwohner waren 0 bis 4 Jahre alt, 274 waren 75 Jahre oder älter. Die meisten Menschen leben im Desa Haitimuk (2.830 Einwohner). 15.986 Menschen bekennen sich zum katholischen Glauben, 2.334 sind Protestanten und 38 Muslime. Im Distrikt gibt es fünf katholische Kirche und Kapellen und zwölf protestantische Kirchen.

## Öffentliche Einrichtungen
Im Distrikt gibt es 19 Grundschulen, sieben Junior High Schools und zwei Senior High Schools. 59 Gesundheitseinrichtungen stehen für eine medizinische Versorgung zur Verfügung.

## Wirtschaft
Auf 1.276 Hektar wird Reis angebaut, Mais wird auf 1.285 Hektar angepflanzt und Maniok wächst auf 75 Hektar. Weitere Nutzpflanzen sind grüne Bohnen (345 Hektar), Kokosnüsse, Pekannüsse, Kakao und Cashewnüsse. 2015 hielt man im Distrikt als Nutztiere 3.821 Rinder, zehn Pferde, 3.922 Schweine und 703 Ziegen. Dazu kommen noch 28.414 Hühner und 738 Enten. Wasserbüffel und Schafe fehlen. 469 Betriebe arbeiten im produzierenden und verarbeitenden Gewerbe. 72 Händler sind in Weliman tätig.